# Cabaret Fledermaus
Das Cabaret Fledermaus (auch: Kabarett Fledermaus) ist ein Veranstaltungsort im 1. Wiener Gemeindebezirk Innere Stadt. Die ursprüngliche, von Josef Hoffmann entworfene Jugendstil-Kleinkunstbühne befand sich von 1907 bis 1913 in der Kärntner Straße, Ecke Johannesgasse. Das 1967 von Gerhard Bronner neu gegründete Cabaret Fledermaus befindet sich in der Spiegelgasse und wird zurzeit als Clubdiskothek genutzt.

## Eine Jugendstil-Kleinkunstbühne

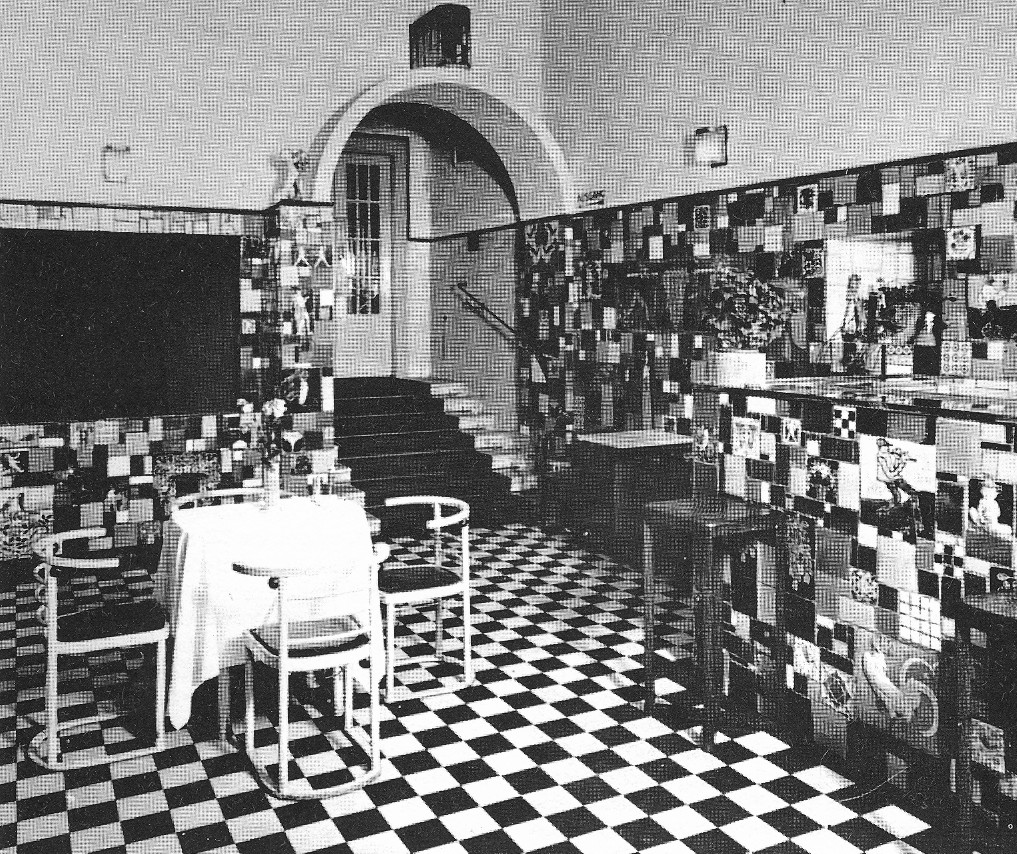
Vorraum des Cabaret Fledermaus, 1907

Das Cabaret Fledermaus wurde 1907 auf Initiative des Wiener-Werkstätte-Gründungsmitglieds und -Mäzens Fritz Wärndorfer im Souterrain eines im Jahr davor errichteten Hauses in der Kärntner Straße 33, Ecke Johannesgasse 1 gegründet und am 19. Oktober 1907 eröffnet. Die Innenausstattung im Jugendstil wurde von Josef Hoffmann geplant, die Ausführung erfolgte durch die Wiener Werkstätte, die in Eigenauftrag handelte, da die Finanzierung angeblich aus Vorschusszahlungen für die Errichtung des Palais Stoclet gesichert war. Neben Hoffmann waren etliche namhafte Künstler des Wiener Jugendstils an der Ausgestaltung beteiligt, unter anderem Gustav Klimt, Oskar Kokoschka, Anton Kling, Koloman Moser, Carl Otto Czeschka und Eduard Wimmer. Dabei wurden die Innenausstattung inklusive der Bühne und Möblierung, aber auch Plakate, Postkarten, Essbesteck und die Anstecknadeln der Platzanweiserinnen von der Wiener Werkstätte entworfen. Augenfälligstes gestalterisches Element des Kleinkunstlokals war ein aus 7.000 Majolikaplatten bestehendes Mosaik, mit dem die Wände, Bar und Garderobe bedeckt waren. Die von Josef Hoffmann eigens für die Fledermaus entworfene und von Jacob & Josef Kohn gefertigte Sitzgruppe wird noch heute unter diesem Namen produziert.
Die künstlerische Leitung wurde dem Kabarettisten-Paar Marc Henry und Marya Delvard übertragen, die bereits ein Jahr zuvor das Kabarett Nachtlicht eröffneten, welches jedoch nach kurzer Zeit wieder geschlossen wurde. Die Texte der Kabarettprogramme kamen beispielsweise von Peter Altenberg, vor allem aber vom Duo Alfred Polgar und Egon Friedell, der so genannte Goethe-Sketch war einer ihrer größten Erfolge. Friedell übernahm von 1908 bis 1910 die Leitung der Fledermaus, danach sank allerdings das Niveau des Dargebotenen sukzessive.
1911 hat der angehende Maler Fritz Lang für das Cabaret Fledermaus ein Plakat gestaltet, das meist einem seiner malenden Namensvetter zugeschrieben wird, obwohl es nachweislich vom späteren Film-Regisseur stammt, der das Cabaret Fledermaus und das Nachfolgelokal Cabaret Femina als Gast und mitwirkender Künstler frequentiert hat.
1913 wurde das Lokal verkauft und als Revuetheater Femina neu eröffnet. Danach diente es jahrzehntelang als Kino (Kärntner Kino, Metro vis à vis) und schließlich aktuell als Tanzlokal.
2020 wurde eine begehbare Rekonstruktion der Bar im Rahmen der Ausstellung „Into the Night. Die Avantgarde im Nachtcafé“ im Belvedere gezeigt.

## Die neue „Fledermaus“ in der Spiegelgasse

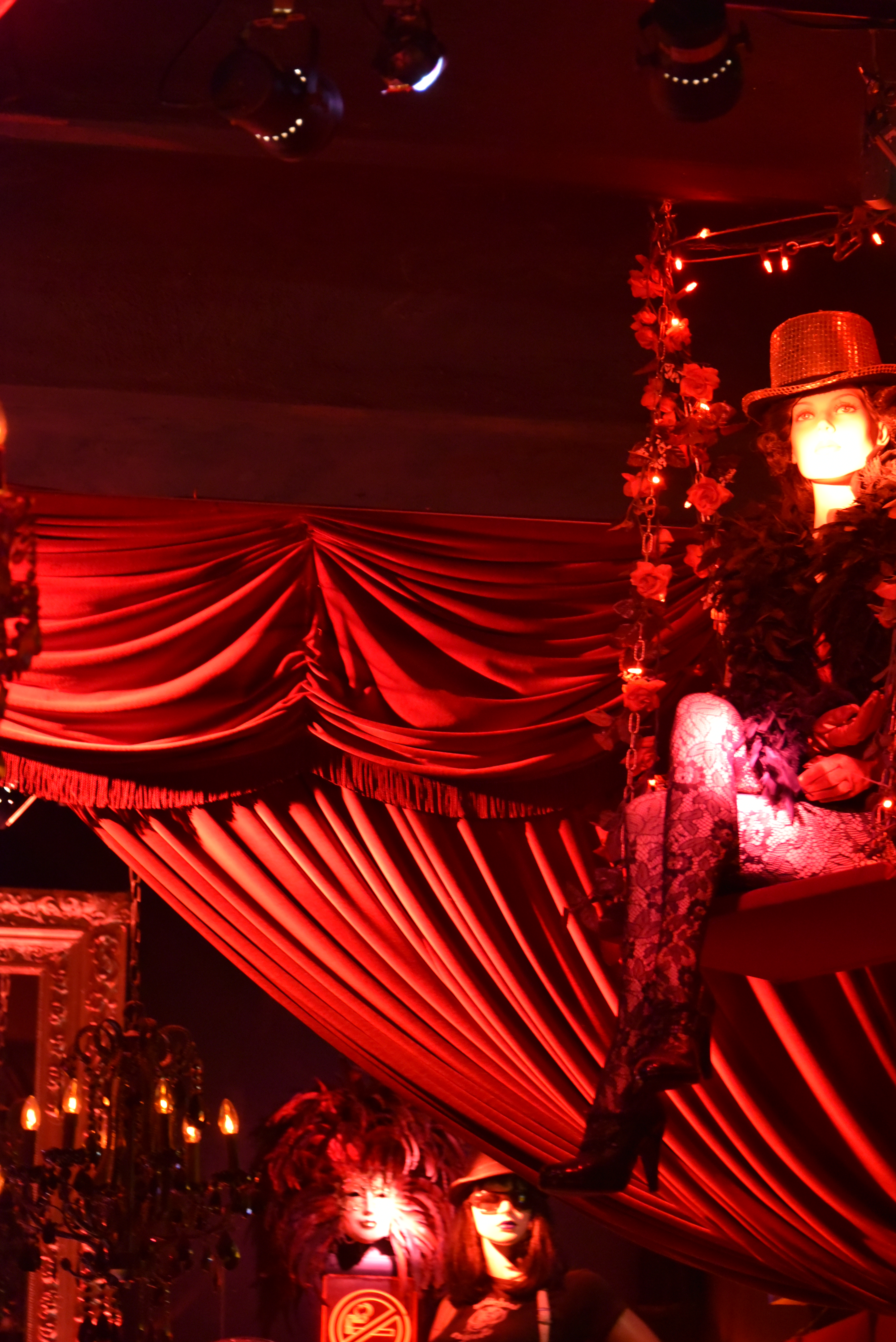
Cabaret Fledermaus, 2015

1967 gründete Gerhard Bronner in der ehemaligen Marietta-Bar, einem Kellerlokal in der Spiegelgasse 2, das neue Cabaret Fledermaus, das zur damaligen Zeit neben dem Kabarett Simpl zu den wichtigsten Kleinkunstbühnen Wiens zählte. Hier traten unter anderem Helmut Qualtinger, Herwig Seeböck, André Heller, Peter Wehle, Lore Krainer, Carl Merz, Louise Martini und Michael Mohapp auf. Bronner war von 1979 bis zu seiner Übersiedlung in die USA im Jahr 1988 künstlerischer Leiter der Fledermaus. Danach übernahm Götz Kauffmann das Lokal, geriet damit aber in die „roten Zahlen“ und musste 1992 schließen. Ab 1993 mietete sich der Jazzclub Porgy & Bess ein, der allerdings so erfolgreich war, dass er sich nach knapp 5 Jahren nach neuen Räumlichkeiten umsah. Danach ließ der Clubbingveranstalter Oliver Riebenbauer das Lokal in eine Clubdiskothek, wieder unter dem Namen Cabaret Fledermaus, umgestalten. Diese wurde 2004 von den Veranstaltern Wolfgang Strobl und Deborah Heiss übernommen, seither finden nebst Clubnächten verschiedenster Musikrichtungen fallweise auch Konzerte statt.